# العلاقات الأوزبكستانية الإماراتية
العلاقات الأوزبكستانية الإماراتية هي العلاقات الثنائية التي تجمع بين أوزبكستان والإمارات العربية المتحدة.

## مقارنة بين البلدين
هذه مقارنة عامة ومرجعية للدولتين:
| وجه المقارنة                                              | أوزبكستان       | الإمارات العربية المتحدة |
| --------------------------------------------------------- | --------------- | ------------------------ |
| المساحة (كم2)                                             | 448.98 ألف      | 83.60 ألف                |
| عدد السكان (نسمة)                                         | 32.39 مليون     | 9.40 مليون               |
| الكثافة السكانية (ن./كم²)                                 | 72.14           | 112.44                   |
| العاصمة                                                   | طشقند           | أبو ظبي                  |
| اللغة الرسمية                                             | اللغة الأوزبكية | اللغة العربية            |
| العملة                                                    | سوم أوزبكستاني  | درهم إماراتي             |
| الناتج المحلي الإجمالي (بليون دولار)                      | 48.72 مليار     | 382.58 مليار             |
| الناتج المحلي الإجمالي (تعادل القوة الشرائية) بليون دولار | 190.50 مليار    | 640.72 مليار             |
| الناتج المحلي الإجمالي الاسمي للفرد دولار أمريكي          | 2.13 ألف        | 40.44 ألف                |
| الناتج المحلي الإجمالي للفرد دولار أمريكي                 | 5.57 ألف        | 67.67 ألف                |
| مؤشر التنمية البشرية                                      | 0.675           | 0.835                    |
| رمز المكالمات الدولي                                      | +998            | +971                     |
| رمز الإنترنت                                              | .uz             | .ae، .امارات             |
| المنطقة الزمنية                                           | ت ع م+05:00     | ت ع م+04:00              |

## منظمات دولية مشتركة
يشترك البلدان في عضوية مجموعة من المنظمات الدولية، منها:
| علم المنظمة | اسم المنظمة                               | تاريخ انضمام أوزبكستان | تاريخ انضمام الإمارات العربية المتحدة |
| ----------- | ----------------------------------------- | ---------------------- | ------------------------------------- |
|             | مؤسسة التنمية الدولية                     | 24 سبتمبر 1992         | 23 ديسمبر 1981                        |
|             | يونسكو                                    | 26 أكتوبر 1993         | 20 أبريل 1972                         |
|             | وكالة ضمان الاستثمار متعدد الأطراف        | 4 نوفمبر 1993          | 20 أكتوبر 1993                        |
|             | الأمم المتحدة                             | 2 مارس 1992            | 9 ديسمبر 1971                         |
|             | الفريق المعني برصد الأرض                  | ?                      | ?                                     |
|             | الاتحاد البريدي العالمي                   | ?                      | ?                                     |
|             | البنك الدولي للإنشاء والتعمير             | 21 سبتمبر 1992         | 22 سبتمبر 1972                        |
|             | منظمة التعاون الإسلامي                    | ?                      | ?                                     |
|             | منظمة حظر الأسلحة الكيميائية              | ?                      | ?                                     |
|             | الاتحاد الدولي للاتصالات                  | 10 يوليو 1992          | 27 يونيو 1972                         |
|             | مؤسسة التمويل الدولية                     | 30 سبتمبر 1993         | 30 سبتمبر 1977                        |
|             | المركز الدولي لتسوية المنازعات الاستشارية | 25 أغسطس 1995          | 22 يناير 1982                         |
|             | منظمة الشرطة الجنائية الدولية             | ?                      | ?                                     |

## وصلات خارجية
- موقع وزارة الخارجية الأوزبكستانية
- موقع وزارة الخارجية الإماراتية